# Örtenberget
Örtenberget är ett naturreservat i Forshaga kommun i Värmlands län.
Området är naturskyddat sedan 2014 och är 14 hektar stort. Reservatet består av grandominerad blandskog i hyperitbrant med gamla tallar och lövträd.